# Galium asparagifolium
Galium asparagifolium là một loài thực vật có hoa trong họ Thiến thảo. Loài này được Boiss. & Heldr. mô tả khoa học đầu tiên năm 1859.